# Fidesz – Unió Cívica Hongaresa
Fidesz - Unió Cívica Hongaresa (en hongarès:Fidesz - Magyar Polgári Szövetség) és un partit polític d'Hongria d'ideologia conservadora i demòcrata cristiana. A partir de 2010 Fidesz és el partit majoritari a l'Assemblea Nacional d'Hongria. És membre de Patriotes.eu.

## Ideologia
FIDESZ ha passat de liberalisme a conservadorisme a mitjans dels 90, cosa que va provocar una ruptura dins del partit, molts dels seus membres van abandonar-lo, sobretot per a l'altre partit liberal, SZDSZ, que després es va unir a una coalició amb el partit socialista MSZP immediatament després de les eleccions de 1994.

## Història
El partit va ser fundat en 1988, anomenat simplement Fidesz, (Fiatal Demokraták Szövetsége, Aliança de Joves Demòcrates), originalment com grup de joves llibertari, i un partit anticomunista. FIDESZ, va ser fundada per joves demòcrates, principalment estudiants, que van ser perseguits pel partit comunista i va haver de complir en els petits, els grups clandestins. El moviment es va convertir en una força important en moltes àrees de la història moderna hongarès, amb la participació de si mateix en tots els nivells en el desenvolupament d'un sistema democràtic, sent els seus membres actius com guardians dels drets humans fonamentals.
La composició tenia un límit màxim d'edat de 35 anys (aquest requisit va ser suprimit en el congrés de 1993). En 1989 Fidesz, va guanyar el Premio Rafto. El moviment d'oposició juvenil hongarès va ser representat per un dels seus dirigents, el Dr. Péter Molnár, que es va convertir en un membre del Parlament d'Hongria.
Després del seu decebedor resultat en a les eleccions legislatives hongareses de 1994, va canviar la seva posició política de conservador a liberal. En 1995, va afegir Unió Cívica Hongaresa (Magyar Polgári Szövetség) al seu nom escurçat. Els conservadors hi van provocar una greu divisió en la composició.

### Primera majoria absoluta
El sector esquerrà, dirigit per Péter Molnár, Gábor Fodor i Klára Ungar es van sumar als liberals Aliança dels Demòcrates Lliures. Fidesz, va guanyar les eleccions de 1998 i fou nomenat Primer Ministre d'Hongria el seu cap Viktor Orbán, qui va governar en coalició amb els més petits Fòrum Democràtic d'Hongria i el Partit Cívic dels Petits Propietaris i Treballadors Agraris.
Fidesz va perdre per un estret marge les eleccions legislatives hongareses de 2002 davant el Partit Socialista Hongarès, amb el 41,07% dels vots i 169 membres de l'Assemblea Nacional d'Hongria, d'un total de 386.

### Oposició

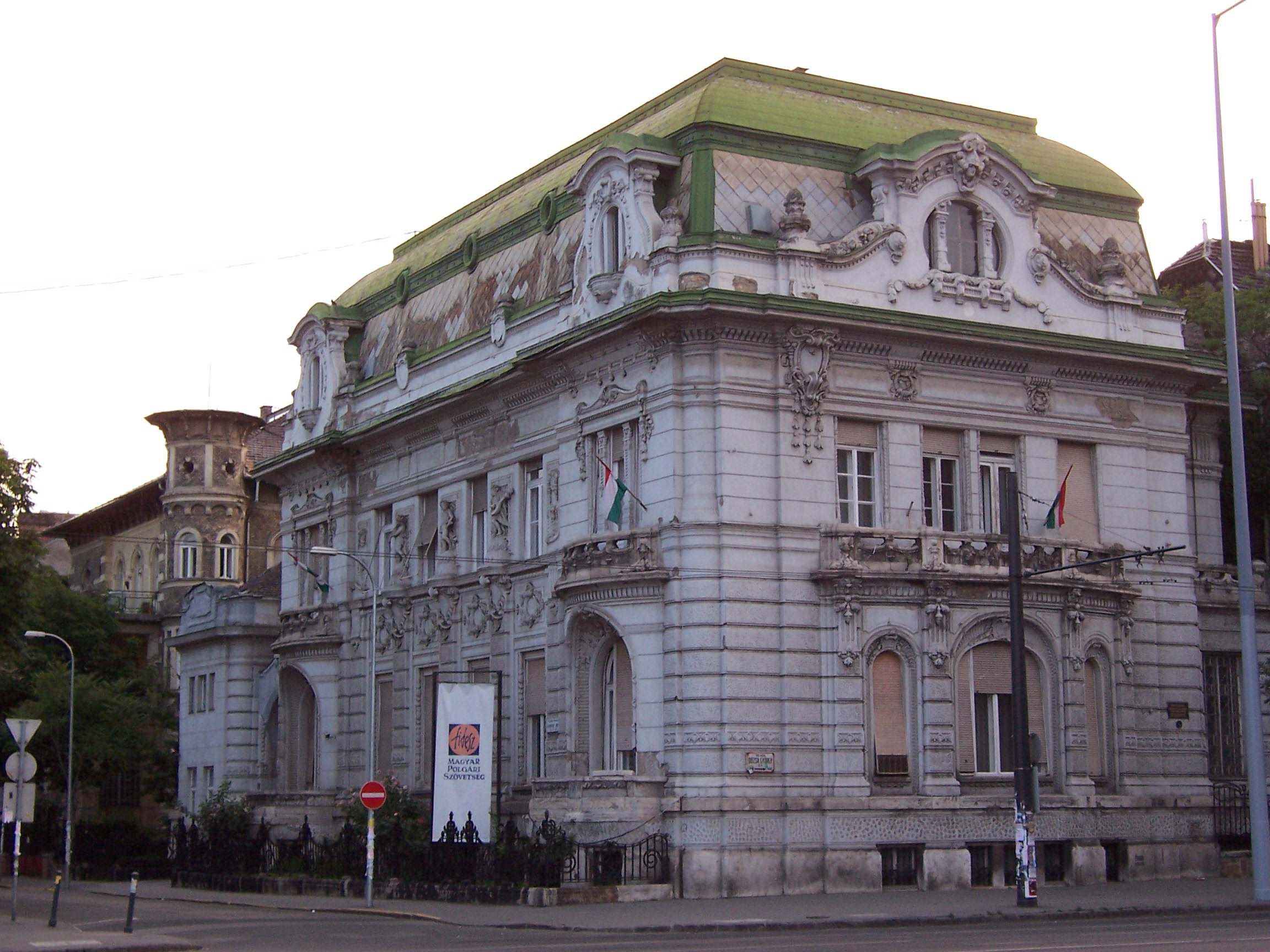
Seu de Fidesz

Després de la derrota, a les eleccions municipals a l'octubre el Fidesz va patir enormes pèrdues. A la primavera de 2003, Fidesz, va prendre el seu nom actual, "Fidesz - Unió Cívica Hongaresa". A les eleccions europees de 2004 va obtenir el 47,4% dels vots i 12 escons.

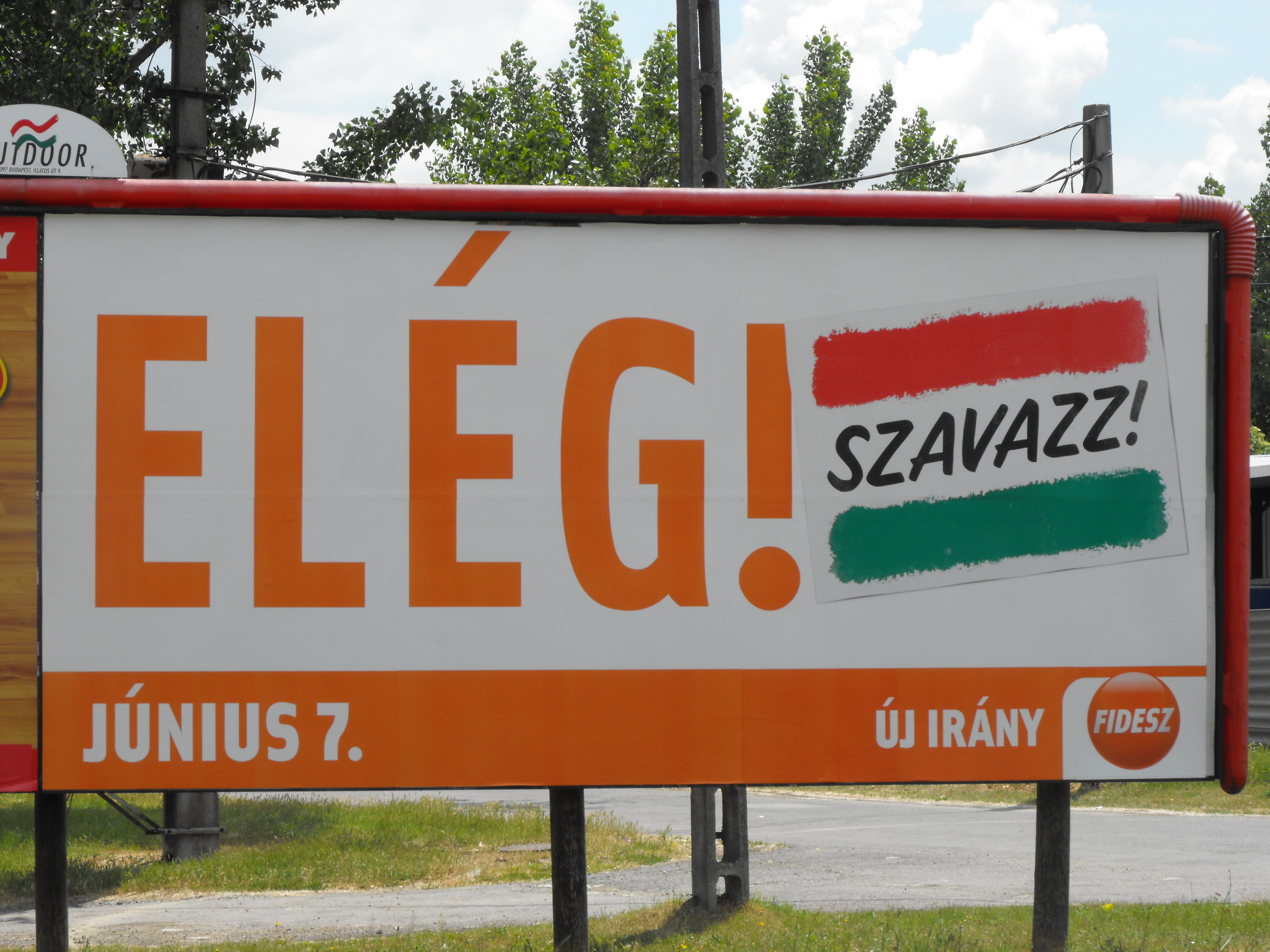
Cartell electoral del Fidesz a les eleccions europees de 2009

L'any 2005 i el Fidesz i el KDNP van formar una aliança per a les eleccions legislatives hongareses de 2006. A pesar d'haver guanyat el 42,0% de la llista de vots i 164 representants de 386 al Parlament, van obtenir més vots els socialistes i liberals de la coalició MSZP i SZDSZ. L'1 d'octubre de 2006, Fidesz va guanyar les eleccions municipals, cosa que pot suposar un contrabalanç al Partit Socialista (MSZP), que domina el poder central. Fidesz, va guanyar 15 de 23 ajuntaments de les ciutats més grans d'Hongria, encara que el seu candidat va perdre la ciutat de Budapest davant un membre del Partit Liberal, i va obtenir majoria a 18 de les 20 assemblees regionals.

### Segona majoria absoluta
A les eleccions del 2010 va obtenir, en coalició amb la Democràcia Cristiana, la majoria absoluta amb el 52,73% dels vots i dos terços dels escons del Parlament que va utilitzar per introduir importants reformes constitucionals i legislatives. Fidesz va conservar la seva majoria en les eleccions del 2014 i del 2018.

## Joventuts
La Joventut de Fidesz és el Fidesz Secció Juvenil que va ser creat com una secció dintre del partit de reunió tots els membres del partit per sota de l'edat de 30 anys. Va Ser fundada pel Fidesz de congressos i es va establir al desembre de 2005. El president de Fidesz Joventut és Daniel Loppert. Fisesz Joventut és membre de la Secció Europea d'Estudiants Demòcrates (EDS) i membre observador a la Unió de Joventuts Demòcrates d'Europa (DEMYC).

## Resultats electorals

### Assemblea Nacional
| Any  | Lider                | SMCs                 | SMCs                 | MMCs                 | MMCs                 | Escons    | +/– | Govern   |
| Any  | Lider                | Vots                 | %                    | Vots                 | %                    | Escons    | +/– | Govern   |
| ---- | -------------------- | -------------------- | -------------------- | -------------------- | -------------------- | --------- | --- | -------- |
| 1990 | Lideratge col·lectiu | 235,611              | 4.75 (#6)            | 439,448              | 8.95 (#5)            | 22 / 386  | Nou | Oposició |
| 1994 | Viktor Orbán         | 416,143              | 7.70 (#5)            | 379,295              | 7.02 (#6)            | 20 / 386  | 2   | Oposició |
| 1998 | Viktor Orbán         | 1,161,520            | 25.99 (#2)           | 1,263,563            | 28.18 (#2)           | 148 / 386 | 128 | Coalició |
| 2002 | Viktor Orbán         | Coalició amb el MDF  | Coalició amb el MDF  | Coalició amb el MDF  | Coalició amb el MDF  | 164 / 386 | 16  | Oposició |
| 2006 | Viktor Orbán         | Coalició Fidesz-KDNP | Coalició Fidesz-KDNP | Coalició Fidesz-KDNP | Coalició Fidesz-KDNP | 141 / 386 | 23  | Oposició |
| 2010 | Viktor Orbán         | Coalició Fidesz-KDNP | Coalició Fidesz-KDNP | Coalició Fidesz-KDNP | Coalició Fidesz-KDNP | 227 / 386 | 86  | Coalició |
| Any  | Lider                | Circumscripcions     | Circumscripcions     | Llista de partit     | Llista de partit     | Escons    | +/– | Govern   |
| Any  | Lider                | Vots                 | %                    | Vots                 | %                    | Escons    | +/– | Govern   |
| 2014 | Viktor Orbán         | Coalició Fidesz-KDNP | Coalició Fidesz-KDNP | Coalició Fidesz-KDNP | Coalició Fidesz-KDNP | 117 / 199 | 110 | Coalició |
| 2018 | Viktor Orbán         | Coalició Fidesz-KDNP | Coalició Fidesz-KDNP | Coalició Fidesz-KDNP | Coalició Fidesz-KDNP | 117 / 199 | =   | Coalició |
| 2022 | Viktor Orbán         | Coalició Fidesz-KDNP | Coalició Fidesz-KDNP | Coalició Fidesz-KDNP | Coalició Fidesz-KDNP | 117 / 199 | =   | Coalició |

### Parlament Europeu
| Any  | Líder               | Vots                 | %                    | Escons  | +/− | Grup              |
| ---- | ------------------- | -------------------- | -------------------- | ------- | --- | ----------------- |
| 2004 | Pál Schmitt         | 1,457,750            | 47.4% (1r)           | 12 / 24 | Nou | EPP-ED            |
| 2009 | Pál Schmitt         | Coalició Fidesz-KDNP | Coalició Fidesz-KDNP | 13 / 22 | 1   | EPP (fins 2021)   |
| 2014 | Ildikó Pelczné Gáll | Coalició Fidesz-KDNP | Coalició Fidesz-KDNP | 11 / 21 | 2   | EPP (fins 2021)   |
| 2019 | László Trócsányi    | Coalició Fidesz-KDNP | Coalició Fidesz-KDNP | 12 / 21 | 1   | EPP (fins 2021)   |
| 2019 | László Trócsányi    | Coalició Fidesz-KDNP | Coalició Fidesz-KDNP | 12 / 21 | 1   | NI (des del 2021) |
| 2024 | Tamás Deutsch       | Coalició Fidesz-KDNP | Coalició Fidesz-KDNP | 10 / 21 | 2   | PfE               |

### Líders
|   | Imatge | Nom            | Inici mandat         | Final                | Durada           | Notes                         |
| - | ------ | -------------- | -------------------- | -------------------- | ---------------- | ----------------------------- |
| 1 |        | Viktor Orbán   | 18 d'abril de 1993   | 29 de gener del 2000 | 6 anys, 286 dies | Primer Ministre, 1998–2002    |
| 2 |        | László Kövér   | 29 de gener del 2000 | 6 de maig de 2001    | 1 any, 97 dies   |                               |
| 3 |        | Zoltán Pokorni | 6 de maig de 2001    | 3 de juliol de 2002  | 1 any, 58 dies   |                               |
| 4 |        | János Áder     | 3 de juliol de 2002  | 17 de maig de 2003   | 0 anys, 318 dies |                               |
| 5 |        | Viktor Orbán   | 17 de maig de 2003   | En el càrrec         | 22 anys, 46 dies | Primer Ministre, 2010–present |